# Imperméabilisation

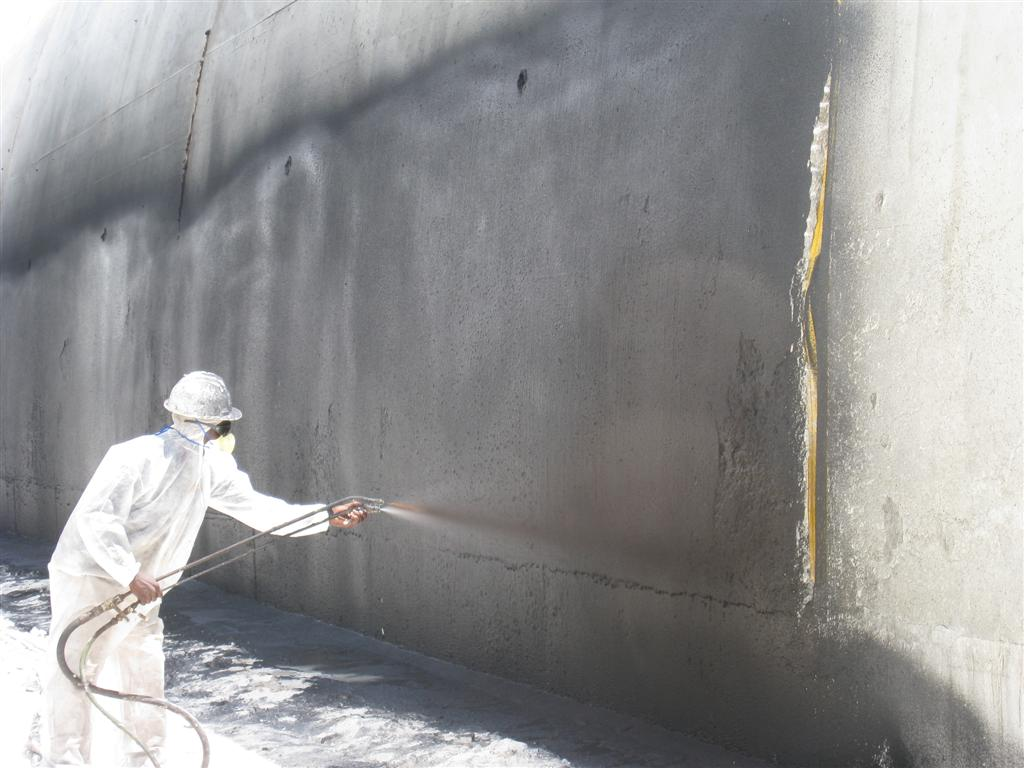
Imperméabilisation de l'extérieur d'un tunnel.

L'imperméabilisation est un procédé chimique permettant de rendre étanche une matière (tissu, papier, cuir, etc.) au moyen de substances hydrofuges pour l'empêcher d'être traversée par un liquide.
Le film hydrolipidique notamment le sébum contribuent à l’imperméabilisation de la peau (barrière cutanée).
On parle aussi d'imperméabilisation des sols, une expression de régression et dégradation des sols.

## Historique
En Mésopotamie et en Égypte l'asphalte (le bitume naturel, le bitume géologique, le bitume de Judée) est employé pour les sarcophages de terre cuite, les urnes cinéraires, les corbeilles d'osier (le berceau de Moïse), les établissements de bains, les tuyaux de drainage, les égouts, les digues et fossés d'irrigation, les piliers d'un pont jeté sur l'Euphrate, les parements des palais et les travaux de voirie. Dans le monde grec, il se produirait une certaine régression dans l'emploi du bitume géologique face au  goudron de pin et de la poix?. En poussant la cuisson de la résine de pin on obtenait le goudron de pin – employé pour étancher les jarres et les navires (πίσσα υγρά, κώνα, pix liquida, pix praecoqua, pix uiscosa, picula, picillum), etc. Mais les confusions sont fréquentes dans l'antiquité entre les dénominations de poix, de résine, de bitume et de pétrole. Nul ne sait en définitive pour l'Arche de Noé ce qui a été utilisé pour étancher le vaisseau, du goudron de pin ou de l'asphalte. Le brai gras (pix navalis), du goudron de pin épaissi par ébullition quelquefois additionné de graisse est employé à calfater, imperméabiliser et étancher les coques en bois jusqu'à leur disparition fin XIXe siècle. Le goudron de houille puis les produits du raffinage du pétrole remplaceront par la suite tous ces produits.
La glaçure assurait l'étanchéité des céramiques, on parle des poteries mais aussi des briques de terre cuite.

### Imperméabilisation textile
L'imperméabilisation des coutures des voiles se faisait par imprégnation au goudron de pin. Le « prélart » ou cagnard des navires était de même goudronné. Il prend en anglais le nom de tarpaulin, traduit en tarp, c'était une bâche goudronnée. Raccourci en tar (goudron en anglais) le terme a peut-être donné son surnom (Jack Tar) aux marins de la marine anglaise qui goudronnaient de la même façon leurs sur-vêtements. Dans les arsenaux de marine, pour préserver les bois des intempéries une toiture mobile était couverte d'une grosse toile rendue imperméable par une peinture à l'huile, ou par un enduit composé d'huile de lin bouillie avec de la litharge.
Le procédé d’imperméabilisation des tissus par adjonction d'une matière obtenue par dissolution du caoutchouc dans un solvant (du naphta de goudron de houille porté à ébullition) constitue la dernière étape de l’apprêtage des textiles. C'est un processus additif, car l’on ajoute aux textiles des substances qui modifient leurs caractéristiques spécifiques. Il a été découvert en 1823 par le chimiste écossais Charles Macintosh (1766-1843). Cette découverte lui a permis de faire breveter cette nouvelle matière — qui prit le nom de son inventeur et devint même en Grande-Bretagne synonyme du mot « imperméable » — et de confection des premiers vêtements imperméables (les manteaux Mackintosh). Il était associé à Thomas Hancock qui fonda l'industrie du caoutchouc vulcanisé. Il semble qu'Hancock se soit intéressé au caoutchouc dans le but de réaliser une matière imperméable pour protéger les passagers de ses calèches.

### Plasturgie
De nouveaux produits vont émerger avec les développements de la plasturgie.

### Nanotechnologie
La nanotechnologie développe des produits super-hydrophobes.

## Procédé chimique
L'imperméabilisation peut se faire en enduisant la substance que l'on veut protéger de substances grasses, à base d'huile (toiles cirées), de goudrons (toiles et papiers goudronnés), de caoutchouc (caoutchoutage), de liège pulvérisé, de certains hydrocarbures solides (paraffine), par vitrification, glaçurage ou électrolyse.

## Utilisation du procédé
Les utilisations du procédé d'imperméabilisation sont très nombreuses et diverses :
- Dans l'industrie textile, on imperméabilise les vêtements ;
- Dans l'industrie papetière, on procède à l'imperméabilisation des papiers d'emballage ;
- Dans la construction, on procède à la protection des soubassements en béton et des enduits en les imperméabilisant en les recouvrant d'émulsions de bitume en pâte.